# Michela Carrara
Pour les articles homonymes, voir Carrara.
Michela Carrara, née le 10 mai 1997 à La Salle, est une biathlète italienne. 

## Carrière
Elle est la nièce du biathlète Pieralberto Carrara.
Membre du club de l'armée, CS Esercito, elle fait ses débuts internationaux en 2015 dans les Championnats du monde jeunesse.
En 2017, elle remporte le premier titre de sa carrière aux Championnats du monde junior à Osrblie, en s'imposant devant Ingrid Landmark Tandrevold sur le sprint. Sur la poursuite, elle prend la médaille d'argent.
En 2018-2019, Carrara prend part à sa première saison sénior dans l'IBU Cup, où son meilleur résultat est sixième au sprint de Martello.
En janvier 2020, elle est appelée pour participer à l'étape de Coupe du monde à Oberhof. Quelques semaines plus tard, elle est dans l'équipe italienne pour les Championnats du monde à Anterselva.
Aux Championnats du monde 2021, grâce à une 23e place au sprint, elle marque ses premiers points pour la Coupe du monde.

## Palmarès

### Jeux olympiques
| Édition \ Épreuve | Individuel | Sprint | Poursuite | Mass start | Relais | Relais mixte |
| ----------------- | ---------- | ------ | --------- | ---------- | ------ | ------------ |
| Pékin 2022        | 60e        | —      | —         | —          | —      | —            |

Légende : 
- — : non disputée par Carrara

### Championnats du monde
| Édition / Épreuve | Individuel | Sprint | Poursuite | Mass start | Relais | Relais mixte | Relais mixte simple |
| ----------------- | ---------- | ------ | --------- | ---------- | ------ | ------------ | ------------------- |
| Anterselva 2020   | 49e        | 67e    | —         | —          | 10e    | —            | —                   |
| Pokljuka 2021     | 31e        | 23e    | 38e       | —          | 9e     | —            | —                   |
| Nové Město 2024   | —          | 45e    | 33e       | —          | —      | —            | —                   |
| Lenzerheide 2025  | 27e        | 5e     | 8e        | 13e        | 7e     | —            | —                   |

Légende :
- — : non disputée par Carrara

### Coupe du monde
- Meilleur classement général : 44e en 2024.
- Meilleur résultat individuel : 5e.

#### Classements en Coupe du monde
| Saison    | Individuel | Individuel | Sprint | Sprint   | Poursuite | Poursuite | Mass start | Mass start | Général | Général  |
| Saison    | Points     | Position   | Points | Position | Points    | Position  | Points     | Position   | Points  | Position |
| --------- | ---------- | ---------- | ------ | -------- | --------- | --------- | ---------- | ---------- | ------- | -------- |
| 2019-2020 | -          | nc         | -      | nc       | -         | nc        |            |            | -       | nc       |
| 2020-2021 | 10         | 55e        | 18     | 70e      | 3         | 76e       |            |            | 31      | 74e      |
| 2021-2022 | -          | nc         | -      | nc       |           |           |            |            | -       | nc       |
| 2022-2023 | -          | nc         | -      | nc       | -         | nc        |            |            | -       | nc       |
| 2023-2024 | 11         | 58e        | 58     | 38e      | 29        | 50e       |            |            | 98      | 44e      |

### Championnats d'Europe
| Édition / Épreuve | Individuel | Sprint | Poursuite | Relais mixte | Relais mixte simple |
| ----------------- | ---------- | ------ | --------- | ------------ | ------------------- |
| Minsk 2019        | 32e        | 69e    | —         | 8e           | —                   |
| Lenzerheide 2023  | 11e        | 19e    | 8e        | 8e           | —                   |

Légende :
- — : non disputée par Carrara

### Championnats du monde juniors et de la jeunesse
| Édition / Épreuve     | Individuel | Sprint               | Poursuite                | Relais |
| --------------------- | ---------- | -------------------- | ------------------------ | ------ |
| Minsk 2015            | 48e        | 31e                  | 41e                      | DNS    |
| Cheile Gradistei 2016 | DNS        | 23e                  | 21e                      | 8e     |
| Brezno-Osrblie 2017   | 42e        | Médaille d'or, monde | Médaille d'argent, monde | 13e    |
| Otepää 2018           | 49e        | 23e                  | 22e                      | 6e     |
| Brezno-Osrblie 2019   | 24e        | 14e                  | 11e                      | 4e     |

Légende :
- participation aux Ch. du monde de la jeunesse

- : première place, médaille d'or
- : deuxième place, médaille d'argent
- : troisième place, médaille de bronze
- DNS : n'a pas pris le départ